# Brindister (South Mainland)

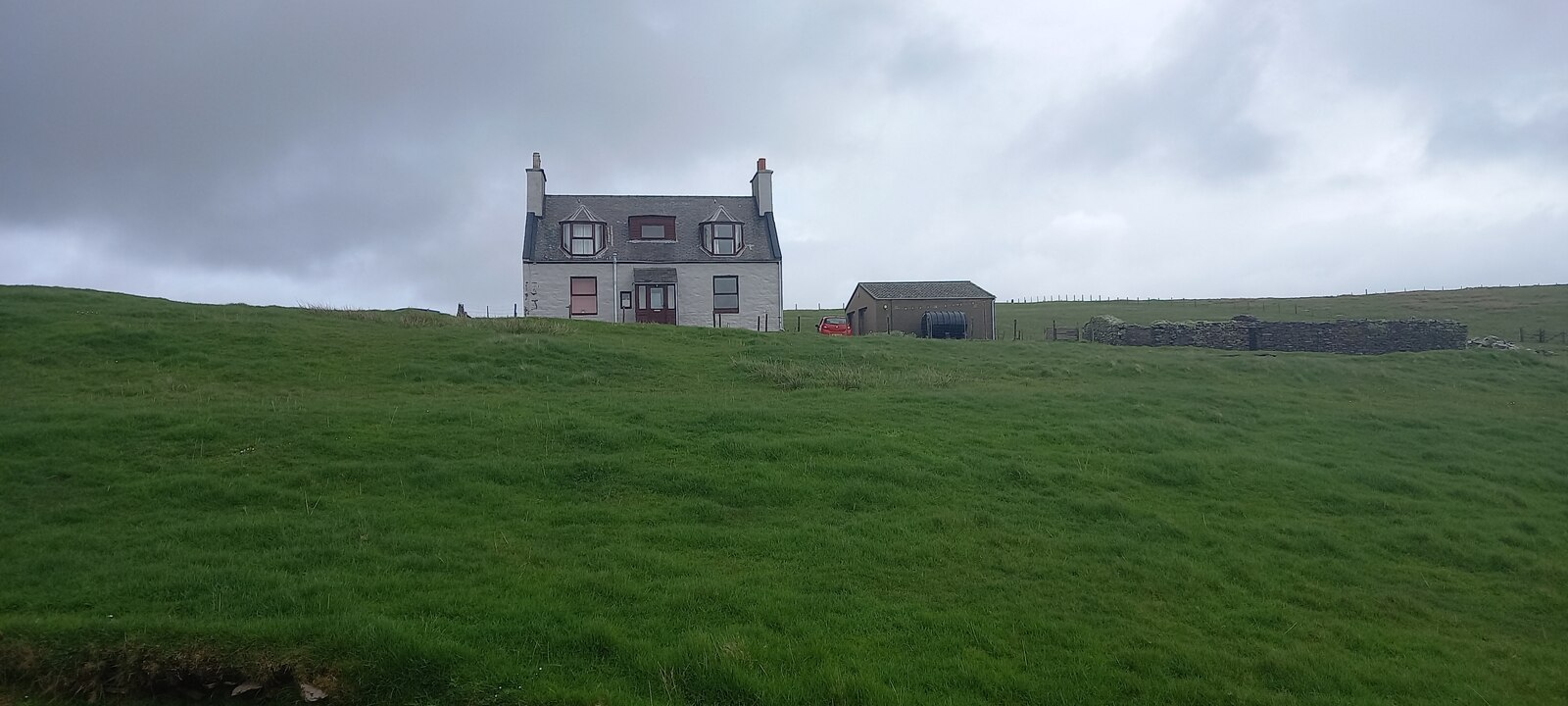
Haus im Osten von Brindister

Brindister ist eine Ortschaft, die in Schottland im Süden der Shetlandinseln liegt.

## Geographie
Brindister ist eine kleine Ortschaft, die im Süden von Mainland im Osten des Sees Loch of Brindister und im Südwesten des Berges Hill of Brindister liegt. Nach Lerwick sind es 6,5 Kilometer im Nordosten, nach Gulberwick 1 Kilometer im Norden. Eine weitere Ortschaft in der Nähe ist Easter Quarff im Südwesten.

## Historisches
Im Rahmen der historischen Gliederung Schottlands in Civil Parishes zählt Brindister zu Lerwick.